# Dan Panorama Tel Awiw Hotel
Dan Panorama Tel Awiw Hotel – czterogwiazdkowy hotel w Tel Awiwie, w Izraelu. Należy do sieci hoteli Dan Hotels. W hotelu znajduje się ambasada Chile.
Hotel jest usytuowany w bezpośrednim sąsiedztwie Park Charlesa Clore’a, na północ od kompleksu biznesowo-handlowego Centrum Tekstylne, w osiedlu Menaszijja w Tel Awiwie. Rozciąga się stąd widok na Morze Śródziemne.

## Historia
Decyzję o budowie hotelu podjęto w celu zwiększenia atrakcyjności Centrum Tekstylnego. Budowę hotelu ukończono w 1979. Do 1986 funkcjonował on pod nazwą Larom Hotel, a następnie zmienił na obecną. W 1998 przeprowadzono gruntowną modernizację hotelu, która kosztowała 20 milionów USD.

## Pokoje i apartamenty
Hotel dysponuje 500 pokojami hotelowymi i apartamentami. Każdy pokój wyposażony jest w klimatyzację, łazienkę do użytku prywatnego, biurko, czajnik do kawy/herbaty, minibarek, radio z budzikiem, sejf, płatny Internet, telewizję kablową, telewizję satelitarną, płatne filmy na życzenie, telefon z linią bezpośrednią, telefon w łazience, suszarkę, otwierane okna oraz prywatny balkon.
Dodatkowo hotel świadczy usługi w zakresie: czyszczenia butów, dostępu do szerokopasmowego Internetu w miejscach publicznych, personelu wielojęzycznego, pomocy medycznej, pomocy przy organizacji wycieczek. W hotelu jest basen, własny hotelowy park, kantor, płatny parking, pralnia, salon fryzjerski, sejf w recepcji, bar, restauracja, kawiarnia, sala bankietowa, sklepy oraz sklep z pamiątkami. Można skorzystać z masaży, sauny, spa i sprzętu fitness. Dla ułatwienia komunikacji jest winda.

## Inne udogodnienia
W hotelu znajdują się sale konferencyjne z zapleczem do obsługi zorganizowanych grup liczących 500 osób. Przy hotelu są organizowane zajęcia z aerobiku, zabawy na placu zabaw dla dzieci, jest także możliwość pływania, wędkarstwa i żeglarstwa.